# Brighton Hertford
Brighton Hertford est une actrice américaine née le 11 juin 1986 en Californie (États-Unis).

## Filmographie
- 1989 : Hôpital central ("General Hospital") (série TV) : Barbara Jean 'B. J.' Jones (1989-1994)
- 1995 : You're Invited to Mary-Kate & Ashley's Sleepover Party (vidéo) : Brighton
- 1996 : Portrait-Robot (Evil Has a Face) (TV) : Bria
- 1997 : Leave It to Beaver : Judy Hensler
- 1998 : À nous quatre (The Parent Trap) : Navajo Bunk Girl
- 1999 : Embrouilles dans la galaxie (Can of Worms) (TV) : Jill Pillsbury
- 2000 : Le Poids du secret (Sharing the Secret) (TV)
- 2000 : Finding Kelly : Geneva Johnson
- 2002 : Le Maître du déguisement (The Master of Disguise) de Perry Andelin Blake : Captain America Kid
- 2004 : The Work and the Glory : Melissa Steed / Narrator
- 2005 : The Work and the Glory: American Zion : Melissa Steed
- 2006 : The Work and the Glory: A House Divided : Melissa Steed